# Маколовские Выселки
Маколовские Выселки  —опустевший поселок в составе Отрадненского сельского поселения Чамзинского района Республики Мордовия.

## География
Находится на расстоянии примерно 14 километров по прямой на запад от районного центра поселка  Чамзинка.

## История
Известен с 1863 года, когда был учтен как деревня Ардатовского уезда из 30 дворов.

## Население
Постоянное население в 2010 году не было учтено.